# Società Polisportiva Ars et Labor 1987-1988
Questa pagina raccoglie le informazioni riguardanti la Società Polisportiva Ars et Labor nelle competizioni ufficiali della stagione 1987-1988.

## Stagione
Nella stagione 1987-1988 vi sono ancora problemi economici a frenare il cammino della SPAL: la dirigenza ha competenza, ma non basta quando bilancio e ambizioni non vanno di pari passo, anche perché le pressioni della piazza sono innegabili. Vengono ceduti Claudio Fermanelli, Fabio Perinelli, Paolo Doni e Fabrizio Foglietti. Anche Ferruccio Mazzola non resta a Ferrara, sostituito da Giancarlo Cella.
La stagione si annuncia amara già dalla Coppa Italia, con quattro sconfitte e un pareggio. In campionato la squadra parte con una vittoria, poi fino alla nona giornata solo una vittoria e quattro pareggi. Arriva quindi sulla panchina G. B. Fabbri ed è la svolta: il tecnico porta nuovo entusiasmo e carisma oltre al bel gioco, con una grande rimonta fa sperare nell'aggancio alla lotta per la promozione, poi nel finale cala chiudendo con un buon sesto posto.

## Rosa
| N. |                   | Ruolo | Calciatore          |
| -- | ----------------- | ----- | ------------------- |
|    | Italia (bandiera) | C     | Alessandro Bertoni  |
|    | Italia (bandiera) | C     | Ruben Buriani       |
|    | Italia (bandiera) | P     | Riccardo Cervellati |
|    | Italia (bandiera) | C     | Francesco Cini      |
|    | Italia (bandiera) | D     | Giuseppe Colombo    |
|    | Italia (bandiera) | C     | Simone Malvolti     |
|    | Italia (bandiera) | D     | Fabio Mastrocinque  |
|    | Italia (bandiera) | C     | Mauro Nardini       |
|    | Italia (bandiera) | C     | Mirco Paganelli     |

| N. |                   | Ruolo | Calciatore         |
| -- | ----------------- | ----- | ------------------ |
|    | Italia (bandiera) | A     | Amerigo Paradiso   |
|    | Italia (bandiera) | C     | Massimo Pellegrini |
|    | Italia (bandiera) | D     | Stefano Primizio   |
|    | Italia (bandiera) | C     | Matteo Superbi     |
|    | Italia (bandiera) | D     | Danilo Tedoldi     |
|    | Italia (bandiera) | A     | Danilo Tessari     |
|    | Italia (bandiera) | A     | Paolo Valori       |
|    | Italia (bandiera) | C     | Aladino Valoti     |
|    | Italia (bandiera) | D     | Arturo Vianello    |

## Risultati

### Serie C1 (girone A)

#### Girone di andata
| Arbitro: | Guida (Palermo) |

|  |           |                                       |
|  | Marcatori | 14’ M. Pellegrini 27’ (rig.) Paradiso |

| Ferrara 27 settembre 1987 2ª giornata | SPAL            | 0 – 0 | Fano | Stadio Paolo Mazza\| Arbitro: \| Fucci (Salerno) \| |
| Arbitro:                              | Fucci (Salerno) |       |      |                                                     |

| Arbitro: | Cafaro (Grosseto) |

|                          |           |                     |
| Cossarini 52’ Boccia 85’ | Marcatori | 24’ (rig.) Paradiso |

| Arbitro: | Mazzalupi (Roma) |

|                     |           |              |
| Paradiso 80’ (rig.) | Marcatori | 61’ Galluzzo |

| Arbitro: | Arcangeli (Terni) |

|                   |           |            |
| Talevi 60’ (rig.) | Marcatori | 50’ Valoti |

| Arbitro: | Bellotti (Saronno) |

|                                     |           |  |
| Paradiso 45’ M. Pellegrini 48’, 54’ | Marcatori |  |

| Arbitro: | Lattuada (Legnano) |

|                                                                |           |  |
| Vianello 9’ (aut.) Bertozzi 26’, 81’ A. Briaschi 75’ Rossi 86’ | Marcatori |  |

| Arbitro: | Gargiulo (Napoli) |

|                                 |           |  |
| Rambaudi 36’ (rig.) Massara 81’ | Marcatori |  |

| Arbitro: | Telegrafo (Taranto) |

|                     |           |          |
| Paradiso 54’ (rig.) | Marcatori | 52’ Paci |

| Tortona 22 novembre 1987 10ª giornata | Derthona                      | 0 – 0 | SPAL | Stadio Fausto Coppi\| Arbitro: \| Zebellin (Bassano del Grappa) \| |
| Arbitro:                              | Zebellin (Bassano del Grappa) |       |      |                                                                    |

| Arbitro: | Rosica (Roma) |

|                          |           |  |
| Cini 40’ Valoti 50’, 89’ | Marcatori |  |

| Arbitro: | Baglieri (Tivoli) |

|            |           |  |
| Valori 72’ | Marcatori |  |

| Pesaro 13 dicembre 1987 13ª giornata | Vis Pesaro     | 0 – 0 | SPAL | Stadio Tonino Benelli\| Arbitro: \| Russo (Chieti) \| |
| Arbitro:                             | Russo (Chieti) |       |      |                                                       |

| Arbitro: | Fucci (Salerno) |

|                                     |           |               |
| Cini 12’ Paradiso 20’ Colombo 90+2’ | Marcatori | 79’ Donatelli |

| Arbitro: | Sanguineti (Chiavari) |

|  |           |            |
|  | Marcatori | 62’ Valori |

| Ferrara 10 gennaio 1988 16ª giornata | SPAL                      | 0 – 0 | Monza | Stadio Paolo Mazza\| Arbitro: \| Merlino (Torre del Greco) \| |
| Arbitro:                             | Merlino (Torre del Greco) |       |       |                                                               |

| Arbitro: | Trentalange (Torino) |

|                        |           |  |
| Messina 47’ Simone 48’ | Marcatori |  |

#### Girone di ritorno
| Ferrara 24 gennaio 1988 18ª giornata | SPAL              | 0 – 0 | Trento | Stadio Paolo Mazza\| Arbitro: \| Gargiulo (Napoli) \| |
| Arbitro:                             | Gargiulo (Napoli) |       |        |                                                       |

| Arbitro: | Boggi (Salerno) |

|             |           |          |
| Brescini 4’ | Marcatori | 76’ Cini |

| Arbitro: | Cardona (Milano) |

|            |           |  |
| Valori 57’ | Marcatori |  |

| Arbitro: | Cafaro (Grosseto) |

|              |           |  |
| Ferretti 91’ | Marcatori |  |

| Arbitro: | Fucci (Salerno) |

|              |           |            |
| Paradiso 37’ | Marcatori | 48’ Tacchi |

| Arbitro: | Ceccarini (Livorno) |

|  |           |              |
|  | Marcatori | 72’ Paradiso |

| Arbitro: | Brasca (Busto Arsizio) |

|                   |           |  |
| M. Pellegrini 19’ | Marcatori |  |

| Arbitro: | Falca (Pinerolo) |

|              |           |  |
| Paradiso 40’ | Marcatori |  |

| Prato 2 aprile 1988 26ª giornata | Prato              | 0 – 0 | SPAL | Stadio Lungobisenzio\| Arbitro: \| Stafoggia (Pesaro) \| |
| Arbitro:                         | Stafoggia (Pesaro) |       |      |                                                          |

| Arbitro: | Boggi (Salerno) |

|             |           |  |
| Tessari 68’ | Marcatori |  |

| Arbitro: | Merlino (Torre del Greco) |

|                   |           |  |
| Pontis 23’ (rig.) | Marcatori |  |

| Arbitro: | Trinchieri (Roma) |

|  |           |                              |
|  | Marcatori | 23’ Valori 48’ M. Pellegrini |

| Arbitro: | Fucci (Salerno) |

|                                                   |           |                               |
| Cini 23’ Nardini 53’ Valori 65’ M. Pellegrini 68’ | Marcatori | 56’ Perrotti 62’, 84’ Cangini |

| Arbitro: | Bettin (Padova) |

|                     |           |  |
| Nardi 15’ Salvi 17’ | Marcatori |  |

| Arbitro: | Brasca (Busto Arsizio) |

|  |           |          |
|  | Marcatori | 55’ Neri |

| Arbitro: | Cafaro (Grosseto) |

|                                              |           |  |
| Stroppa 15’ Mancuso 20’ Casiraghi 58’ (rig.) | Marcatori |  |

| Arbitro: | Ceccarini (Livorno) |

|                                       |           |               |
| Valoti 3’, 30’ Paradiso 6’ Valori 65’ | Marcatori | 41’ Cambiaghi |

#### Spareggio per la qualificazione alla Coppa Italia
| Arbitro: | Stafoggia (Pesaro) |

|             |           |  |
| Stabile 35’ | Marcatori |  |

### Coppa Italia (girone 1)
| Arbitro: | Tarallo (Como) |

|  |           |                 |
|  | Marcatori | 35’ S. Fontolan |

| Arbitro: | Bailo (Novi Ligure) |

|             |           |  |
| Goretti 47’ | Marcatori |  |

| Arbitro: | Esposito (Torre del Greco) |

|                                         |           |               |
| S. Schillaci 23’ Barone 53’ Cuicchi 90’ | Marcatori | 70’ Paganelli |

| Arbitro: | Tuveri (Cagliari) |

|                                            |                      |                                           |
| Paradiso 86’                               | Marcatori            | 17’ Marocchi                              |
| Paradiso Paganelli Nardini Valoti Malvolti | Tiri di rigore 5 – 4 | Poli Stringara Quaggiotto Marronaro Pecci |

| Arbitro: | Novi (Pisa) |

|                   |           |                                                 |
| M. Pellegrini 61’ | Marcatori | 15’ (rig.) Traini 35’, 76’ Rizzitelli 78’ Jozić |